# Zwariowany profesor
Zwariowany profesor (ang. The Nutty Professor) – amerykański komediowy film fantastycznonaukowy z 1963 roku w reżyserii Jerry'ego Lewisa, który był też współautorem scenariusza oraz odtwórcą głównej roli. Zdjęcia kręcono głównie na kampusie uniwersyteckim Arizona State University w Tempe.

## Fabuła
Główny bohater, Julius Kelp, jest nieśmiałym i zakompleksionym wykładowcą na uczelni oraz przedmiotem kpin studentów i innych profesorów. Kocha się w jednej ze swoich studentek, Stelli, ale nie ma śmiałości jej tego wyznać. Pewnego dnia wynajduje eliksir, który umożliwia mu zmienienie swojego wyglądu i charakteru. Staje się przystojnym i uwodzicielskim podrywaczem, pozbawionym kompleksów i zahamowań. Pojawiają się jednak skutki uboczne...

## Obsada
- Jerry Lewis – Professor Julius Kelp / Buddy Love / Baby Kelp
- Stella Stevens – Stella Purdy
- Elvia Allman – Edwina Kelp
- Howard Morris – Elmer Kelp
- Kathleen Freeman – Millie Lemmon
- Gary Lewis – chłopak
- Del Moore – dr Hamius R. Warfield
- Julie Parrish – studentka college'u
- Celeste Yarnall – studentka college'u
- Francine York – studentka college'u
- Stuart Holmes – wykładowca na balu maturalnym
- Richard Kiel – kulturysta na siłowni
- Marvin Kaplan – angielski student
- Norman Alden – piłkarz

## Adaptacje

### Musical
W lipcu 2012 roku w Tennessee Performing Arts Center w Nashville miała premierę teatralna wersja musicalowa. Oparta została na scenariuszu autorstwa Ruperta Holmesa, a muzykę napisał Marvin Hamlisch. Reżyserem produkcji był Jerry Lewis. Wśród obsadzonych w musicalu byli: Michael Andrew, Klea Blackhurst, Mark Jacoby i Marissa McGowan.